# Inspecteur-generaal der Krijgsmacht
De Inspecteur-Generaal der Krijgsmacht (IGK) heeft als taak zich in te zetten ten goede van de leef- en werkomstandigheden binnen de Nederlandse krijgsmacht. Ook is hij een onafhankelijk persoon die kan bemiddelen in conflictsituaties binnen de krijgsmacht. Om deze onafhankelijkheid te waarborgen valt de IGK rechtstreeks onder de minister van Defensie.

## Voorgeschiedenis
Al in 1813, toen Napoleon pas net vertrokken was, had de uit ballingschap teruggekeerde prins Willem Frederik van Oranje, de latere koning Willem I de taak een nieuw leger te vormen. Om hem hierbij te helpen bevorderde hij zijn oudste zoon, prins Willem Frederik George Lodewijk, tot generaal der infanterie en benoemde hem tot chef inspecteur-generaal der troepen van alle wapens.
Na de Slag bij Waterloo raakte het leger langzaam in verval. In deze periode van verslapping werd de tweede zoon van koning Willem I, prins Willem Frederik Karel, op 15 juni 1826 benoemd tot inspecteur-generaal van alle wapens en commissaris-generaal van het Departement van Oorlog. Hij verkreeg vooral bekendheid door de invoering van houwitsers en maakte van het leger weer een gevechtswaardig geheel. In 1839 had hij genoeg van alle bezuinigingen en diende zijn ontslag in. Een jaar later moest hij van koning Willem II ook als commissaris-generaal terugtreden.
Na de grondwetsherzieningen van 1848, waarmee de ministers (van Oorlog en Marine) de volledige zeggenschap kregen, behield koning Willem III weliswaar formeel het oppergezag over land- en zeemacht, maar in de praktijk had hij niets meer te zeggen. In dat jaar installeerde hij het comité van defensie, dat tot de conclusie kwam, dat het leger niet in staat zou zijn om Nederland tegen een krachtige aanval te land met succes te verdedigen.
Het leger moest dus worden versterkt. Hiervoor benoemde de koning zijn oom, prins Frederik, op 8 april 1849 voor de tweede keer tot inspecteur-generaal. Op deze manier wist de vorst toch een vinger in de pap te krijgen.
Twintig jaar later, in 1868, zou prins Frederik echter voor de tweede keer zijn ontslag indienen, ditmaal wegens gebrek aan steun van de ministers. Toen twee jaar later de Frans-Pruisische Oorlog uitbrak, verkeerde het leger wederom in een slechte staat.
Er gingen vervolgens bijna tachtig jaar voorbij voordat er weer een instituut Inspecteur-Generaal kwam.

## Na de Tweede Wereldoorlog

KM - Onderscheidingsvlag van de IGK

Toen prins Bernhard medio 1945 als Inspecteur-Generaal van de Koninklijke Landmacht aantrad, zag hij zich in zekere zin met een vergelijkbare situatie geconfronteerd als die welke koning Willem I aantrof. Het land was net bevrijd van een bezettende macht en de krijgsmacht moest van de grond af aan worden opgebouwd. Alleen beschikte men nu over een veel grotere kern van voormalige militairen en kon men putten uit een arsenaal aan verzetslieden en oorlogsvrijwilligers. De prins bezat echter aanzienlijk minder bevoegdheden dan de allereerste Inspecteur-Generaal, want hij kon het beleid niet bepalen, maar moest zich beperken tot adviezen aan de minister van Oorlog.
Als eerste onderkomen van de Staf Inspecteur-Generaal diende een van een NSB'er in beslag genomen gebouw in Huizen. In april 1945 verhuisde de staf naar de huidige behuizing Landgoed De Zwaluwenberg bij Hilversum.
In december 1946 werd de prins aangesteld tot Inspecteur-Generaal van de Koninklijke Marine en in 1953 kwam hier de Koninklijke Luchtmacht bij.
Het zou echter nog tot 1 januari 1970 duren, voordat het begrip Inspecteur-Generaal der Krijgsmacht (IGK) zijn intrede deed.
In 1976 trad de prins af als IGK en werden alle formele banden met de krijgsmacht verbroken ten gevolge van de Lockheed-affaire. De hartelijke relatie tussen de prins en "zijn" krijgsmacht bleef desondanks bestaan, zo stond de werkkamer van de prins op De Zwaluwenberg ook na 1976 tot zijn beschikking.

## Na 1976
Tegenwoordig liggen de taken van de IGK op een ander terrein. Hij heeft de taak de minister van Defensie gevraagd en ongevraagd van adviezen te voorzien betreffende personele en bedrijfsmatige kwesties. De IGK wordt dan ook wel de ombudsman van defensie genoemd. Ook kan (voormalig) personeel hem vragen te bemiddelen in individuele aangelegenheden die betrekking hebben op Defensie.
Sinds 1991 is de IGK tevens Inspecteur der Veteranen en sinds 2014 is hij bovendien Inspecteur der Reservisten. De IGK is tevens vicevoorzitter van het Comité Nederlandse Veteranendag, dat in 2005 door de Nederlandse regering is ingesteld.

## IGK’s sinds 1945
| periode                             | foto | naam                                                          |
| ----------------------------------- | ---- | ------------------------------------------------------------- |
| 13 september 1945 - september 1976  |      | Prins Bernhard van Lippe-Biesterfeld                          |
| september 1976 - 1980               |      | Luitenant-generaal der Cavalerie jhr. W.H. de Savornin Lohman |
| 1980 - 30 oktober 1985              |      | Luitenant-generaal der Infanterie T.J. de Geus                |
| 30 oktober 1985 - 1 maart 1991      |      | Luitenant-generaal der Infanterie J.P. Verheijen              |
| 1 maart 1991 - 1 december 1995      |      | Luitenant-generaal (KLu) J.F.G.A.M. Maas                      |
| 1 december 1995 - 1 januari 1999    |      | Vice-admiraal J.L.A. van Aalst                                |
| 1 januari 1999 - 11 december 2003   |      | Luitenant-generaal (KLu) C.J.M. de Veer                       |
| 11 december 2003 - 15 januari 2007  |      | Luitenant-generaal der Artillerie A.P.P.M. van Baal           |
| 15 januari 2007 - 11 februari 2010  |      | Vice-admiraal ir. M.A. van Maanen                             |
| 11 februari 2010 - 29 november 2012 |      | Luitenant-generaal der Cavalerie A.C. Oostendorp              |
| 29 november 2012 - 30 juni 2014     |      | Luitenant-generaal der mariniers A.G. van Ede                 |
| 30 juni 2014 - 30 januari 2017      |      | Luitenant-generaal (KLu) Bart Hoitink                         |
| 30 januari 2017 - 28 november 2019  |      | Luitenant-generaal der Genie Hans van Griensven               |
| 28 november 2019 - 11 december 2024 |      | Luitenant-generaal der mariniers Frank van Sprang             |
| 11 december 2024 - heden            |      | Vice-admiraal Boudewijn Boots                                 |